# Dasychira punctifera
Dasychira punctifera är en fjärilsart som beskrevs av Walker 1857. Dasychira punctifera ingår i släktet Dasychira och familjen tofsspinnare. Inga underarter finns listade i Catalogue of Life.